# Ia형 감각 신경섬유

γ 운동 섬유와 Ia 감각 섬유가 있는 근방추

Ia형 감각 신경섬유(type Ia sensory fiber) 또는 일차 들신경섬유(primary afferent fiber) 또는 일차 구심 신경섬유는 구심성 신경 섬유의 한 유형이다. 이는 근육에서 발견되는 근방추라고 불리는 신장 수용체(stretch receptor)의 감각 섬유로, 근육 길이가 변화하는 속도를 지속적으로 모니터링한다. 유형 Ia 섬유가 전달하는 정보는 고유 감각(proprioception)에 기여한다.

## 근방추의 기능
신체가 적절하고 정교하게 계속 움직이려면 신경계는 근육과 관절과 같은 영역에서 나오는 감각 데이터를 지속적으로 입력해야 한다. 감각 데이터의 연속적인 흐름을 수신하기 위해 신체는 고유수용기(proprioceptor)라고 불리는 특별한 감각 수용체를 개발했다. 근방추는 고유수용기의 일종으로 근육 자체 내부에서 발견된다. 그들은 수축성 섬유와 평행하게 놓여 있다. 이를 통해 근육 길이를 정밀하게 모니터링할 수 있다.

## 감각 섬유의 종류
방추 길이의 이러한 변화는 두 가지 유형의 감각 구심성 신경에 의해 변환(전기 막 전위로 변환)되며, 그 세포체는 척수 옆에 있는 등근 신경절에 위치한다.
두 종류의 감각 섬유는 생성되는 전위의 종류가 다르다.
| 유형    | 일차/이차 | 응답                                                          |
| 유형 Ia | 일차      | 근육 길이의 변화 속도와 속도 변화에 반응하여 빠르게 적응한다. |
| 유형 Ib | 해당 없음 | 골지건기관에서는 근육의 긴장 변화에 반응한다.                 |
| 유형 II | 이차      | 정지된 근육의 위치 감각 제공, 근육이 정지되었을 때 발화       |

추내 섬유를 감싸고 있는 신장 수용체의 두 가지 주요 그룹 중 첫 번째는 가장 크고 가장 빠른 섬유인 Ia 섬유이며 근육이 신장될 때 활성화된다. 근육이 길이 변화를 멈추자마자 Ia는 발화를 멈추고 새로운 길이에 적응하기 때문에 빠른 적응이 특징이다. Ia 섬유는 본질적으로 해당 근육의 변화 속도, 즉 근육 길이(또는 위치)의 파생물에 대한 고유 감각 정보를 제공한다.
유형 Ia 섬유는 핵주머니 섬유(nuclear bag fiber)와 핵사슬 섬유(nuclear chain fiber) 모두에 연결된다. 이러한 연결은 "고리 모양의 영역 또는 구조"를 의미하는 라틴어 annulus에서 파생된 "환나선형 말단"이라고도 한다.

## 원심성 신경 분포
또한 방추에는 감마 운동 뉴런의 원심성 신경 섬유가 운반하는 운동 원심성 신경 분포가 있으며, 이는 신경계에서 방추의 민감도를 수정하는 데 사용된다.

## 구심성 말단
고유 수용성 구심성 신경은 척수 신경의 등근을 통해 중앙 축삭을 보내서 오름차순 가지와 내림 가지로 갈라지고, 차례로 가지를 여러 척추 분절로 보낸다. 일부 가지는 등쪽뿔(dorsal horn)에서 시냅스되고 일부는 신장 반사를 포함한 다양한 반응을 중재하는 복부뿔(ventral horn. 운동 뉴런이 있는 곳)에서 시냅스된다. 뇌로의 상승 경로는 피부 구심성 신경과 일부 유사하지만 고유 감각 정보도 자발적인 움직임을 위한 근육 수축 타이밍을 제어하는 소뇌에 도달해야 하기 때문에 다르다.

## 같이 보기
- 알파 운동 신경세포
- 베타 운동 신경세포
- 감마 운동 신경세포
- 근방추 (근육방추)
- 방추속근육세포 (방추내근섬유)
- 방추밖근육세포 (방추외근섬유)
- 운동 단위
- II형 감각 신경섬유
- 뒤회색질기둥(posterior grey column)